# Aneby församling
Aneby församling är en församling i Aneby pastorat i Smålandsbygdens kontrakt i Linköpings stift i Svenska kyrkan. Församlingen ligger i Aneby kommun i Jönköpings län.

## Administrativ historik
Församlingen bildades 2006 genom sammanslagning av Bälaryds, Bredestads och Marbäcks församlingar. Samtidigt ombildades det tidigare Bredestads pastorat till pastoratet Aneby, Askeryd, Frinnaryd, Lommaryd och Haurida-Vireda.

## Kyrkor
- Aneby kyrka
- Bredestads kyrka
- Bälaryds kyrka
- Marbäcks kyrka